# تیم ملی بسکتبال زنان پرتغال
تیم ملی بسکتبال زنان پرتغال، نماینده پرتغال در مسابقات بین‌المللی بسکتبال زنان است .این تیم توسط فدراسیون بسکتبال پرتغال سازماندهی و اداره می شود.